# Chupacabras
Chupacabras ist der Name einer Kölner Band, deren Mitglieder peruanische, spanische, mexikanische, niedersächsische, sauerländische, Kölner, chilenische und polnisch-kalifornische Wurzeln haben.

## Stil
Der Stil der Band wird als „Crossover von fetten urbanen Beats und lateinamerikanischer Folklore“ oder „brodelnde Mixtur aus lateinamerikanischer Folklore, Cumbia, Reggae, Dancehall und Hip-Hop“ beschrieben.
Die Band bezeichnet ihren Stil als „ChupaStylee“.

## Diskografie

### Alben
- Fieras (2006, Galileo Music)[3]
- Leyendas Urbanas (2011, Galileo Music)[6]
- Palante (2014)[7]

### Sonstige Veröffentlichungen
- Beitrag auf Sampler Connect HipHop (2003)[3]
- Atención Demo (2004)[3]
- Beitrag auf Sampler Pump it up (2005)[3]